# 等方座標
ローレンツ多様体理論において、球対称時空には一連の入れ子球面構造 (family of nested round spheres) を見出すことができる。この一連の入れ子球面にどのような座標チャートを適用するかにはいくつかの異る型が存在する。最も知られているのはシュワルツシルトチャートであるが、等方チャートが便利であることも多い。等方チャートの決定的な特徴は、その動径座標（シュワルツシルトチャートにおける動径座標とは異なる）が光円錐が「丸まる」ように定義されていることである。このことは、（自明な局所的に平坦な場合を除いて）等方座標の角度座標は入れ子球面上の距離を忠実に表わしているわけではなく、動径座標も動径距離を忠実に表わしているわけではないことを意味する。一方で、一定座標時における超断面上の角度は歪みなく表現されており、名前の由来となっている。
等方座標は、一般相対性理論などの計量重力理論において静的球対称時空に対して用いられることが多いが、脈動する流体球のモデリングなどに利用することもできる。孤立したアインシュタイン方程式の球対称解の場合、中心から十分離れれば等方チャートとシュワルツシルトチャートとはいずれもミンコフスキー時空における通常の極座標に漸近する。

## 定義
（静的球対称時空の）等方チャートにおいて、線素は次のような表式で表わされる。
{\displaystyle \mathrm {d} s^{2}=-f(r)^{2}\,\mathrm {d} t^{2}+g(r)^{2}\,\left\{\mathrm {d} r^{2}+r^{2}\,\left(\mathrm {d} \theta ^{2}+\sin ^{2}\theta \,\mathrm {d} \phi ^{2}\right)\right\}}
{\displaystyle -\infty <t<\infty ,\,r_{0}<r<r_{1},\,0<\theta <\pi ,\,-\pi <\phi <\pi }
文脈によって、f, g は動径座標 r の不定関数と見做すことが適切である場合がある。（たとえばアインシュタイン方程式から球対称な厳密解を導くような場合）。また、（適当なパラメータに依存してもよい）特定関数を代入して特定のローレンツ時空を表現する等方チャートを得ることもできる。

## キリングベクトル場
球対称静的時空のキリングベクトル場のリー代数は、シュワルツシルトチャートと等方チャートで同じ形式をとる。すなわち、この代数は時間的「渦無し」キリングベクトル場
{\displaystyle \partial _{t}}
と空間的キリングベクトル場
{\displaystyle \partial _{\phi }}
{\displaystyle \sin \phi \,\partial _{\theta }+\cot \theta \,\cos \phi \partial _{\phi }}
{\displaystyle \cos \phi \,\partial _{\theta }-\cot \theta \,\sin \phi \partial _{\phi }}
から生成される。ここで、 X→ = ∂t が渦無しであるというのはt対応する時間的合同の渦度テンソルが恒等的に零になるという意味である。したがって、このキリングベクトル場は超曲面直交する。時空に時間的渦無しキリングベクトル場が存在するという事実は、実は静的時空の決定的特徴である。 この事実から直ちに次のことが帰結する。「定数座標時曲面」 t = t0 は、一連の（等長）「空間的超断面」（空間的超曲面）を形成する。
シュワルツシルトチャートとは異なり、等方チャートはこれらの超断面の埋め込みダイアグラムを構成するのにはあまり適していない。

## 一群の静的入れ子球面
曲面 t = t0, r = r0  は（その軌跡を球面極座標的に描けば）丸い球面に見え、線素の形式からそれらの曲面のうちいずれかの内に制限された計量は次のように書ける。
{\displaystyle \mathrm {d} \sigma ^{2}=g(r_{0})^{2}\,r_{0}^{2}\,\left(\mathrm {d} \theta ^{2}+\sin ^{2}\theta \,\mathrm {d} \phi ^{2}\right),\;0<\theta <\pi ,-\pi <\phi <\pi }
すなわち、これらの「入れ子座標球面」は本当に幾何学的球面を表わしているが、 g(r0) が r の代わりに現われていることは動径座標が通常のユークリッド空間におけるような形で面積に対応しはしないことを表わしている。シュワルツシルト座標においては動径座標がこれら入れ子球面の自然な解釈を持っていることとは対照的である。

## 座標特異点
二つの軌跡 {\displaystyle \phi =-\pi ,\,\pi } は等方チャートの境界を区切っており、シュワルツシルトチャートにおけるのと同様、暗黙のうちにこれら二つの軌跡は同一のものと仮定して上述の曲面が実際に位相幾何学的球面であるとする。
シュワルツシルトチャートの場合と全く同様に、動径座標の範囲は計量もしくはその逆数が一部の座標値において発散することにより制限されることがある。

## 仮設計量
f, g を等方座標 r の不定関数としたときの上述の線素は、一般相対性理論（または他の計量重力理論）において静的球対称解を導く際の仮設 (Ansatz) 計量としてしばしば用いられる。
例示として、カルタンの外微分法を用いて接続と曲率を計算する方法を挙げてみよう。まず、線素から余標構場
{\displaystyle \sigma ^{0}=-f(r)\,\mathrm {d} t}
{\displaystyle \sigma ^{1}=g(r)\,\mathrm {d} r}
{\displaystyle \sigma ^{2}=g(r)\,r\,\mathrm {d} \theta }
{\displaystyle \sigma ^{3}=g(r)\,r\,\sin(\theta )\,\mathrm {d} \phi }
が読み取れる。ここで、f, g は r の滑らかな不定関数とする（この時空がこのような特定の三角関数形式を許すという事実は、静的球対称ローレンツ多様体上の等方チャートの記法のもう一つの等価な表現である）。外微分をとってカルタン第一構造方程式を用いると、次の非零の「接続 1-形式」が得られる。
{\displaystyle {\omega ^{0}}_{1}={\frac {f'\,\mathrm {d} t}{g}}}
{\displaystyle {\omega ^{1}}_{2}=-\left(1+{\frac {r\,g'}{g}}\right)\,\mathrm {d} \theta }
{\displaystyle {\omega ^{1}}_{3}=-\left(1+{\frac {r\,g'}{g}}\right)\,\sin(\theta )\,\mathrm {d} \phi }
{\displaystyle {\omega ^{2}}_{3}=-\cos(\theta )\,\mathrm {d} \phi }
再度外微分をとってカルタン第二構造方程式を用いれば、「曲率 2-形式」が得られる。